# Hector Wilhelm von Günderrode
Hector Wilhelm Freiherr von Günderrode gen. von Kellner (* 16. Juli 1755 in Hanau; † 17. Mai 1786 in Karlsruhe) war ein deutscher Schriftsteller.

## Leben und Werk
Günderrode war der jüngere Sohn von Johann Maximilian von Günderrode und Susanna Maria von Kellner. Er entstammte einem alten Patriziergeschlecht aus Frankfurt am Main. Seine Geschwister waren Philipp Maximilian (1745–1814), Friedrich Justinian (1747–1785) und August Christian (1749–1782). Nach dem Tode seines Vaters und seines älteren Bruders 1785 gelangte er in den Besitz des von Kellnerschen Familienfideikommisses, weshalb er seitdem den Namen von Kellner als Beinamen führte.
Er erhielt seine Erziehung am Hof der Grafen von Erbach-Erbach und besuchte ab 1770 das Gymnasium in Karlsruhe, wo er 1771 auch seine ersten literarischen Idyllen veröffentlichte. 1772 bis 1775 studierte er Rechtswissenschaften an der Universität Göttingen. Im Juni 1775 übersiedelte er als Regierungsassessor an den Hof des Markgrafen Karl Friedrich von Baden nach Karlsruhe, an dem er später zum Kammerherrn und badischen Regierungsrat aufstieg.
Am 10. September 1778 heiratete er Louise von Günderrode aus dem Frankfurter Zweig der Familie. Mit ihr hatte er fünf Töchter, darunter als Älteste die romantische Dichterin Karoline von Günderrode. Anfang 1784 erlitt er einen Blutsturz, von dem er sich nur schwer wieder erholte. Zwei Tage vor der Geburt seines einzigen Sohnes Friedrich Carl Hector Wilhelm folgte am 23. April 1786 ein weiterer Blutsturz, an dessen Folgen er am 17. Mai 1786 starb.
Günderrode verfasste eine Reihe gelehrter Schriften, darunter die 1779 in Frankfurt am Main anonym erschienene Geschichte des Königs Adolf von Nassau.

## Veröffentlichungen
- Abhandlung von der Staatsverfassung des teutschen Reichs unter der Königlichen und Kayserlichen Regierung. Frankfurt am Main 1775.

- Beyträge zur Rechtsgelehrsamkeit, Geschichte und Münzwissenschaft. Giessen 1778.

- Geschichte des Römischen Königs Adolphs nach denen Urkunden und gleichzeitigen Geschichtschreibern. Reiffenstein, Frankfurt am Main 1779.
- Abhandlungen über Gegenstände aus der Rechtsgelehrsamkeit und Geschichte. Dessau 1782.
- Sämmtliche Werke aus dem teutschen Staats- und Privat-Rechte, der Geschichte und Münzwissenschaft mit neuen Abhandlungen und vielen Zusätzen. Hrsg. von Ernst Ludwig Posselt. Zwei Bände. Jacobäer, Leipzig 1787/1788.